# 詞語定序
詞語定序，或稱定序（英語：Collation，目前没有公认的译名，但不少資訊領域者，如微軟，根據其內涵而譯作「定序」，或有译作“文字排序”），是指在计算机科学与图书馆学、词典编撰中书写信息的标准排序。如数值序或者字母序 。形式上说，定序方法对所有可能的标识符（即排序键）集合定义了一个全序，因此在信息项的集合上产生了一个全预序（因为具有相同的排序键的信息项没有预定次序）。 
定序算法，如統一碼定序演算法，則定义如何比较两个字符串确定何者在先。 

## 数值序或者编年序
表示数值（或时间）的字符串按照其表示的数值，例如： "-4", "2.5", "10", "89", "30,000". 注意可能会存在偏序情况，如"2"与"2.0"，"2e3"与"2000"。 

## 字母序
字母序，也称词典序。常见问题有：
- 空白字元（如空格符）如何处理；
- 附加符号。法语中把带附加符号的字符都当作基本字符来排序。德语的“电话簿序”中，Ä, Ö, Ü应当作为 "ae", "oe", "ue" 来排序。因此，姓Müller/Mueller具有相同的排序位置。西班牙语的Ñ作为一个单独字母排在N之后.
- 姓名排序时，不论书写或印刷时的姓与名谁在先，可能需要先按照姓，再按照名排序。
- 以常见词（如"the" 或 "a"）开头的信息项，排序时可能会忽略或者把这些前缀词移动到最后来排序。
- 爱尔兰与苏格兰姓的常见前缀M'或Mc，可视作是MaC的缩写，排序时按照非缩写形式。如McKinley被视作Mackintosh
- 连字（ligature），在英语中不被视作不同的字符，如Æ或Œ，排序时当作ae或ce。但在1994年之前的西班牙语， "CH"与"LL"作为单个字母，分别排在字母C与L之后，因此会如此排序“cinco, credo, chispa”或者“lomo, luz, llama”. 威尔士语中，CH, DD, FF, NG, LL, PH, RH, TH都作为单独的字母，排在其字符对的第一个字母之后（NG例外，排在G之后），因此有如下排序：A, B, C, CH, D, DD, E, F, FF, G, NG, H.
- 字母与数字混排，有时可按照先数字后字母，或者把数字用字母拼写后排序，如：1776按照"seventeen seventy-six"排序。

## 外部連結
- 統一碼定序演算法 （页面存档备份，存于）：統一碼技术标准 #10
- Collation in Spanish（页面存档备份，存于）
- Collation of the names of the member states of the United Nations
- Typographical collation for many languages（页面存档备份，存于）, as proposed in the List module of Cascading Style Sheets.
- Collation Charts: Charts demonstrating language-specific sorting orders in various operating systems and DBMS
- ICU Locale Explorer （页面存档备份，存于） 使用國際統一碼部件在線展示統一碼定序演算法